# 五百川 (米)
五百川（ごひゃくがわ）は、イネの品種。

## 概要
2003年、福島県中通り地域の農家、鈴木清和が、コシヒカリの突然変異種として発見。8年間の育種を経て2010年より品種登録され、福島県中通り地域を中心に作付けが行われている。命名は当地を流れる河川、五百川から。
極早生の品種で、8月下旬には早場米として収穫可能である。草丈が短く、耐倒性に優れているほか、耐冷性にも優れる。食味はコシヒカリのそれを継ぎ、良好である。
福島県を除く東北地方においては、米穀商社の木徳神糧が種苗の供給権を有し、宮城県などでも生産が拡大している。
また、2016年より山梨県においても選択銘柄として登録され、米穀商社の吉字屋穀店を中心に生産拡大に努めている。
2019年山梨県の奨励品種に指定される。同年、長野県・新潟県の産地銘柄に登録予定。
早場米産地の千葉県においては、2012年より二期作の試験栽培とともに作付けを開始。2016年に選択銘柄に登録され関東一番の極早生米として作付面積が拡大している。また、千葉県での種苗供給権をちから米穀が有し五百川の普及、生産拡大に努めている。